# 聖和大学

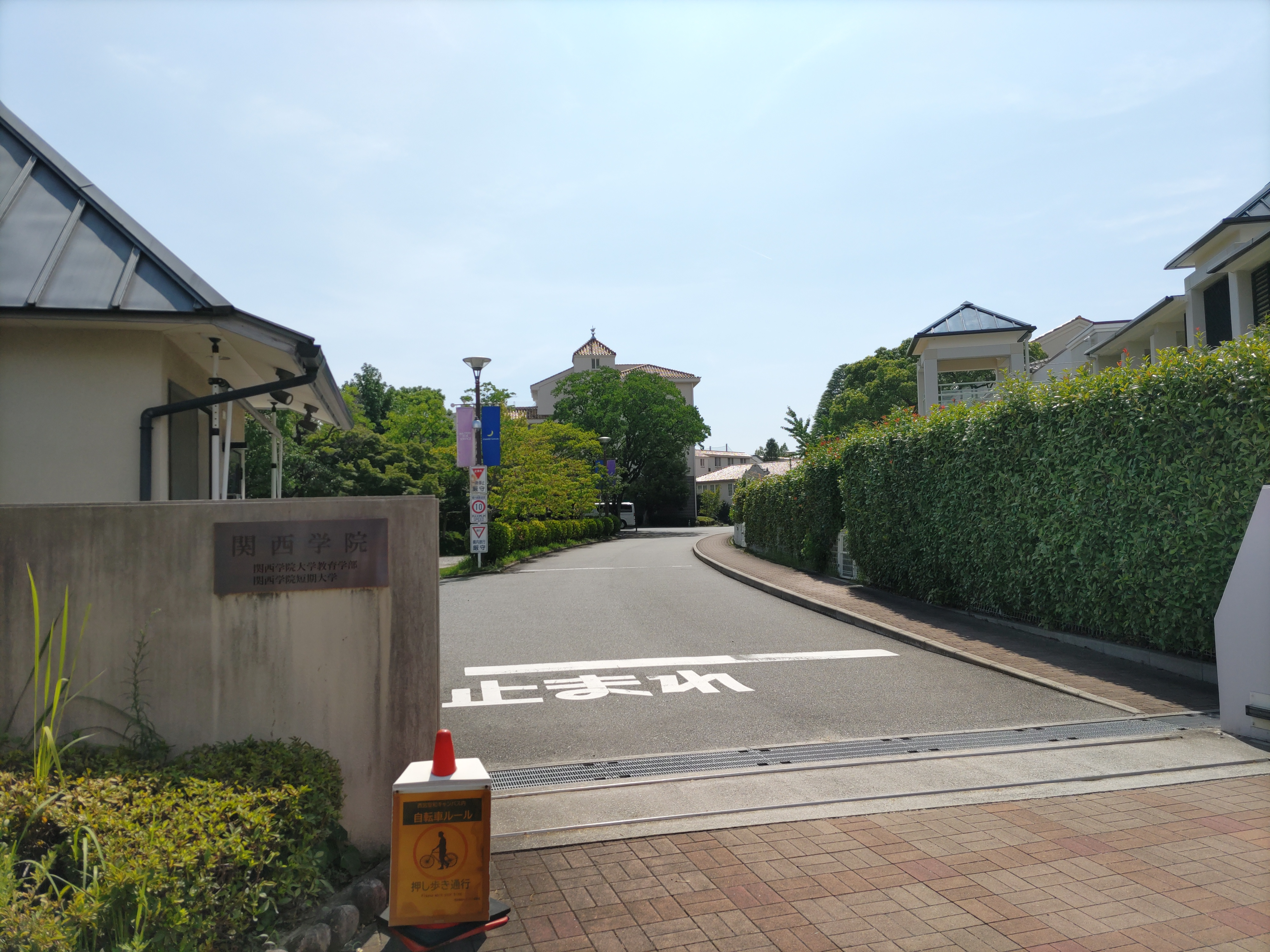
元・本部キャンパス正門（関西学院大学西宮聖和キャンパス、2025年8月）

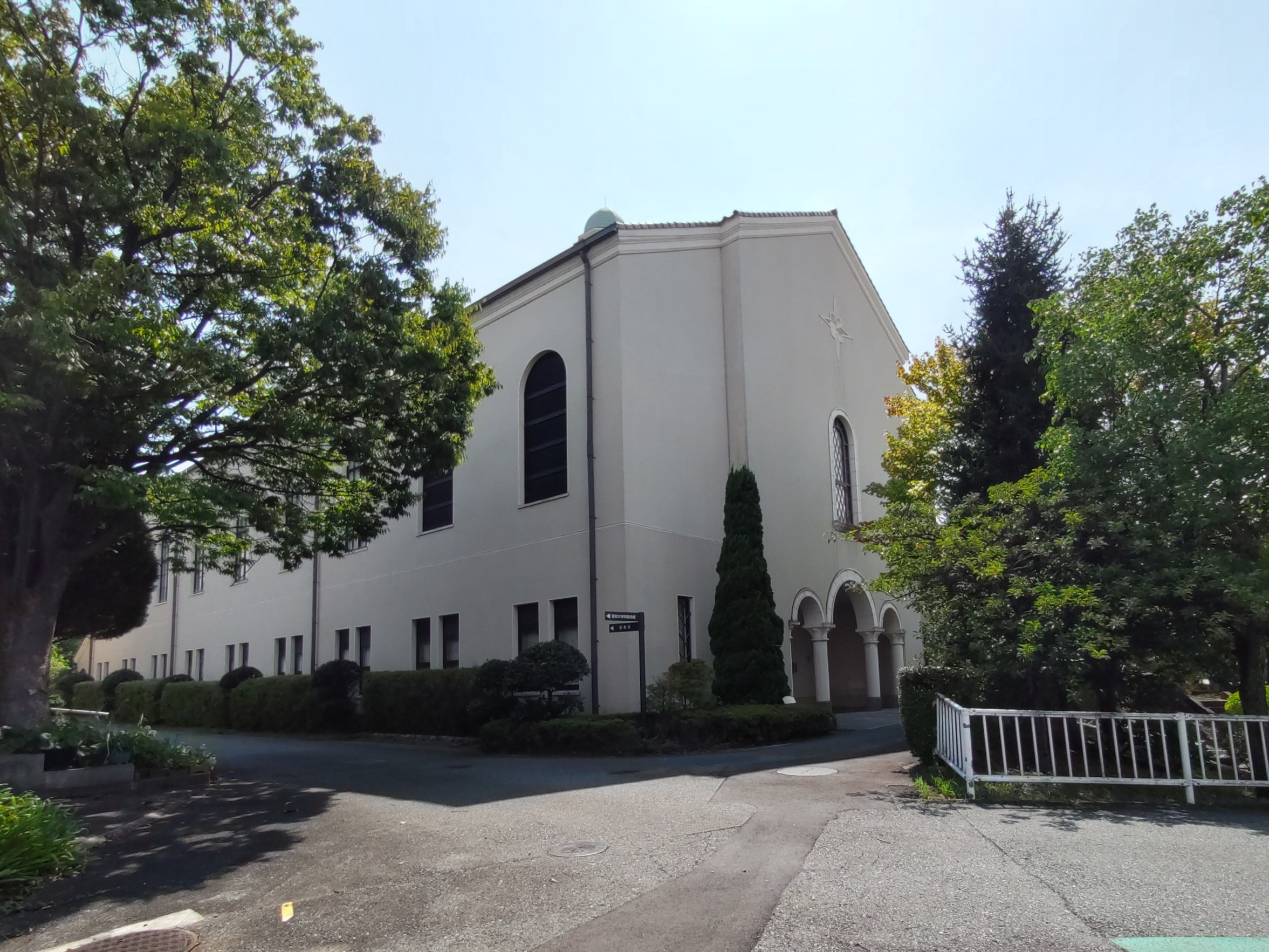
山川記念館（2009年、法人合併後の設置。2025年8月）

聖和大学（せいわだいがく）は、兵庫県西宮市にあった私立大学である。1964年に設置され、2013年に廃止された。大学の略称は聖和。

## 概要
大学院、学部は男女共学。短期大学部は女子のみ。ウィリアム・メレル・ヴォーリズ設計の校舎がいくつか現存する。設置者である学校法人聖和大学は2009年4月に学校法人関西学院に法人合併された。法人合併に際して短期大学部は聖和短期大学に改組され、大学院は在校生の修了を待って2011年に、大学は在校生の卒業を待って2013年に廃止された。

## 沿革

### 大学開設まで
1880年創立の組合派神戸伝道女学校、1888年創立のメソジスト派ランバス記念伝道女学校、1895年創設の広島女学校師範科の三校が源流。1941年の「聖なる和合(Holy Union)により聖和女子学院となる。
1950年の学制改革により聖和女子短期大学、1964年に聖和女子大学を開設。1973年、幼児教育学専攻としては全国初の大学院を開設。

### 共学化
創立以来、女子教育のための学校であったが、1981年 校名を聖和大学・聖和短期大学とし、1981年に大学院に男子学生が入学。1982年には、大学も男女共学となった。
- 1988年 聖和短期大学を聖和大学短期大学部に名称変更
- 1992年 大学院に博士課程を開設（私立大学の幼児教育学専攻としては全国初）

### 関西学院との法人合併
学校法人関西学院とは同じメソジスト派の学校を源流に持ち、関西学院大学の西宮上ヶ原キャンパスが地理的にも非常に近く、創立者の1人であるメアリー・イザベラ・ランバスは、関西学院の創立者であるウォルター・ラッセル・ランバスの母親であるなどのことから、姉妹校の関係にあった。
2006年1月に行われた、聖和大学・関西学院の双方の学長・理事長による会見で、2008年度をめどに両学校法人を合併するための協議を開始することが発表された。合併においては学校法人関西学院を存続法人として資産を移し、学校法人聖和大学は解散することが決まった。
2007年に法人合併契約書の調印が行われたが、聖和大学の学部が関西学院大学に単純に移行するわけではなく、関西学院大学に新しく設置される教育学部は、聖和大学の教育学部幼児教育学科と関西学院大学の文学部総合心理科学科臨床教育学専修に、新たに小学校教諭養成課程を加えた学部であったため、文部科学省への届出申請だけでは済まず、定員増もあって新学部の設置認可申請が必要となった。このことにより、法人合併の手続きに加え学部新設の申請手続きも加わり、事務の複雑化により計画を1年先送りにし、その結果、聖和大学は1年延命することになった。
2009年4月1日付で学校法人聖和大学は学校法人関西学院と合併した。合併に伴い、大学の学部の改組・再編に加え、付属学校・教育機関の改称などが行われた。
- 関西学院大学文学部の教育学系と聖和大学教育学部を基礎に、関西学院大学教育学部が聖和の校地（聖和キャンパス）に新設された。
- 聖和大学の教育学部・人文学部と聖和大学大学院は在校生の卒業・修了を待って廃止することとされた（大学院は2011年[1]、大学は2013年に廃止[2]）。
- 聖和大学短期大学部は、学校法人関西学院の設置する聖和短期大学に改組された。
- 附属聖和幼稚園は、学校法人関西学院の設置する聖和幼稚園（現・関西学院幼稚園）となった。

これにより関西学院は、2008年に宝塚市に新設した関西学院初等部（小学校）を含めて、幼稚園から大学院までの一貫教育体制が整うことになった。

### 略年表

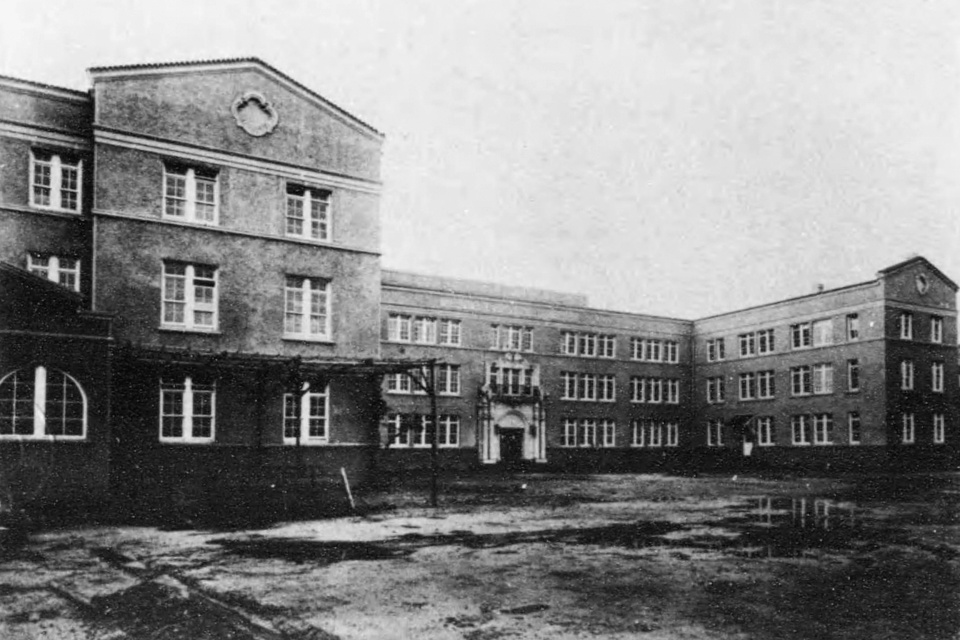
ランバス女学院（1923年）

- 1880年 - ジュリア・E・ダッドレーとマーサ・J・バローズ、神戸伝道女学校を設立。
- 1888年 - メアリー・I・ランバス、ランバス記念伝道女学校を設立。
- 1895年 - ナニー・B・ゲーンス、広島女学校に保母師範科を設立。
- 1908年 - 神戸伝道女学校が神戸女子神学校と改称[5]。
- 1921年 - ランバス記念伝道女学校と広島女学校の保母師範科が合同し、ランバス女学院となる。
- 1941年 - ランバス女学院と神戸女子神学校が合同し、聖和女子学院となる。
- 1942年 - 附属幼稚園を開園。
- 1943年 - 神学部を廃止（日本女子神学校に統合）[6]。
- 1950年 - 学制改革により聖和女子短期大学を開設。
- 1964年 - 聖和女子大学を開設。
- 1973年 - 大学院を開設（教育学研究科幼児教育学専攻修士課程。幼児教育学専攻としては全国初）。
- 1981年 - 校名を聖和大学・聖和短期大学とし、大学院に男子学生が入学。
- 1982年 - 学部が男女共学となる。
- 1988年 - 聖和短期大学を聖和大学短期大学部に改組。
- 1992年 - 大学院に博士課程を開設（私立大学の幼児教育学専攻としては全国初）。
- 1995年 - 大学に人文学部（キリスト教学科、英米文化学科）を開設。
- 2002年 - 英米文化学科をグローバル・コミュニケーション学科に名称変更。
- 2009年4月 - 学校法人聖和大学が学校法人関西学院と法人合併し、同時に関西学院大学教育学部が聖和キャンパスに新設される。
  - 聖和大学短期大学部は学校法人関西学院「聖和短期大学（現・関西学院短期大学）」と、聖和大学附属聖和幼稚園は学校法人関西学院「聖和幼稚園（現・関西学院幼稚園）」と改称された。
  - 聖和大学教育学部、人文学部、聖和大学大学院を在学生が卒業・修了した後に廃止することが決定された。
- 2011年3月31日 - 最後の大学院在校生が修了[1]。
- 2011年10月17日 - 大学院の廃止が認可される[1]。
- 2013年3月31日 - 最後の大学在校生が卒業[2]。
- 2013年10月18日 - 聖和大学の廃止が認可される[2][7]。

## 組織

### 聖和大学

#### 学部
- 教育学部
  - 幼児教育学科
- 人文学部
  - グローバル・コミュニケーション学科（英米文化学科）
  - キリスト教学科

#### 大学院
- 教育学研究科
  - 幼児教育学専攻

### 聖和大学短期大学部
- 保育科

### 附属施設
- 聖和幼稚園
- 児童相談研究所

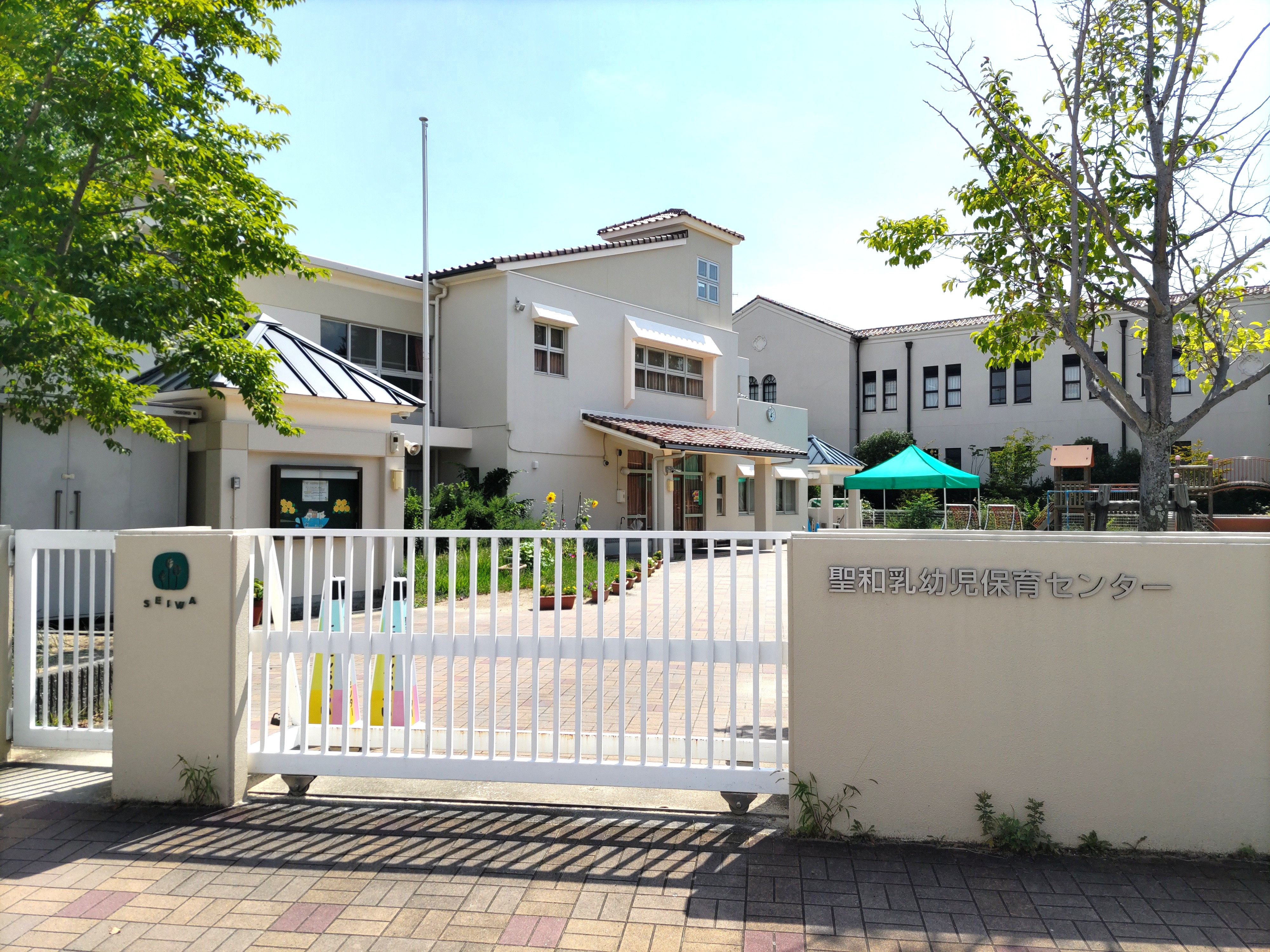
聖和乳幼児保育センター

- 聖和乳幼児保育センター（保育所） ※社会福祉法人聖和福祉会が運営

## 特徴
- 人文学部キリスト教学科（旧教育学部キリスト教教育学科）は、日本基督教団のキリスト教教育主事（教会学校教職・指導者）を養成する唯一の機関である。
- 神戸女学院大学とは門を隔てて隣接している。
- 混同されがちであるが、清和大学および清和大学短期大学部（千葉県）・聖和女子学院中学校・高等学校（長崎県）・聖和学園短期大学（宮城県）などとは関係が無い。

## 著名人

### 教職員（元教職員を含む）
- 荘司雅子 -  元教育学部・大学院教授 ※広島大学名誉教授 フレーベル研究の第一人者
- 竹中正夫 - 元人文学部教授 組織神学 ※同志社大学神学部名誉教授
- 黒田実郎 - 元教育学部・大学院教授 発達心理学 ボウルビィ研究の第一人者
- 鳥越信 - 元大学院教授 児童文学・絵本学

### 出身者
- 浦野靖人 - 衆議院議員、大阪府議会元議員
- 松原裕 - 音楽プロデューサー　※中退
- 筒泉寿一 - 明石市議会議員　※中退
- 山崎静代 - お笑いタレント、女優

## 部活動
- タッチ・フットボール部女子は、全国タイトルを計10回（さくらボウル2回・シュガーボウル5回・プリンセスボウル3回）獲得した強豪であった[要出典]。